# اف‌تی‌سی‌یو (ترانه)
«اف‌تی‌سی‌یو» (به انگلیسی: FTCU) ترانه‌ای از رپر نیکی میناژ می‌باشد که در پنجمین آلبوم استودیویی وی تحت عنوان جمعهٔ صورتی ۲ (۲۰۲۳) قرار دارد. این ترانه به‌عنوان پنجمین و آخرین تک‌آهنگ آلبوم در ۳۰ ژانویهٔ سال ۲۰۲۴ از سوی یانگ مانی و ریپابلیک رکوردز به رادیو‌های ریتمیک معرفی شد. این قطعه به تهیه‌کنندگی اتل جیکوب ساخته شده و نمونه‌ای از «کلابو بهم بزن» اثر واکا فلوکا فلیم با حضور پاستور تروی را در بر دارد. نسخهٔ ریمیکس این ترانه با نام «اسلیزمیکس» به‌همراهٔ تراویس اسکات، کریس براون و سکسی رد در ۱۹ آوریل سال ۲۰۲۴ منتشر گردید.